# Góra Świętej Wiktorii
Góra Świętej Wiktorii (francuski: Montagne Sainte-Victoire, oksytański: Ventùri / Santo Ventùri) – wapienny grzbiet górski w południowej Francji, rozciągający się na długości 18 km pomiędzy departamentami Delta Rodanu i Var. Najwyższym punktem jest Pic des mouches, na wysokości 1011 m n.p.m. Niedaleko szczytu postawiono 19-metrowy krzyż - Croix de Provence (Krzyż Prowansji).
Góra znana jest z częstego pojawiania się na obrazach Paula Cézanna, który dokonywał częstych jej obserwacji z niedaleko położonego domu. Ponadto motyw tej góry pojawia się także w dziele Enguerranda Quartona z 1454 - Koronacja Marii.